# USS Bangust (DE-739)
USS Bangust (DE- 739) là một tàu hộ tống khu trục lớp Cannon từng phục vụ cùng Hải quân Hoa Kỳ trong Chiến tranh Thế giới thứ hai. Nó là chiếc tàu chiến duy nhất của Hải quân Hoa Kỳ được đặt cái tên này, theo tên hạ sĩ quan Joseph Bangust (1915-1941), người phục vụ cùng Liên đội Tuần tra VP-101 hoạt động cùng Hạm đội Á Châu tại Philippines, đã tử trận ngày 26 tháng 12, 1941 và được truy tặng Huân chương Chữ thập Hải quân. Nó đã phục vụ cho đến khi chiến tranh kết thúc, xuất biên chế năm 1946, rồi được chuyển cho Hải quân Peru năm 1952, và tiếp tục phục vụ như là chiếc BAP Castilla (F-61)  cho đến năm 1979. Con tàu bị tháo dỡ sau đó. Bangust được tặng thưởng mười một Ngôi sao Chiến trận do thành tích phục vụ trong Thế Chiến II.

## Thiết kế và chế tạo
Lớp Cannon có thiết kế hầu như tương tự với lớp Buckley dẫn trước; khác biệt chủ yếu là ở hệ thống động lực Kiểu DET (diesel electric tandem). Các động cơ diesel đặt nối tiếp nhau dẫn động máy phát điện để cung cấp điện năng quay trục chân vịt cho con tàu. Động cơ diesel có ưu thế về hiệu suất sử dụng nhiên liệu, giúp cho lớp Cannon cải thiện được tầm xa hoạt động, nhưng đánh đổi lấy tốc độ chậm hơn.
Vũ khí trang bị bao gồm ba pháo 3 in (76 mm)/50 cal trên tháp pháo nòng đơn có thể đối hạm hoặc phòng không, một khẩu đội pháo phòng không Bofors 40 mm nòng đôi và tám pháo phòng không Oerlikon 20 mm. Vũ khí chống ngầm bao gồm một dàn súng cối chống tàu ngầm Hedgehog Mk. 10 (có 24 nòng và mang theo 144 quả đạn); hai đường ray Mk. 9 và tám máy phóng K3 Mk. 6 để thả mìn sâu. Con tàu vẫn giữ lại ba ống phóng ngư lôi Mark 15 21 inch (533 mm). Thủy thủ đoàn đầy đủ bao gồm 15 sĩ quan và 201 thủy thủ.
Bangust được đặt lườn tại xưởng tàu của hãng Western Pipe and Steel Company ở Los Angeles, California vào ngày 11 tháng 2, 1943. Nó được hạ thủy vào ngày 6 tháng 6, 1943, được đỡ đầu bởi bà Stephen W. Gerber, và nhập biên chế cùng Hải quân Hoa Kỳ vào ngày 30 tháng 10, 1943 dưới quyền chỉ huy của Hạm trưởng, Thiếu tá Hải quân Charles F. MacNish.

## Lịch sử hoạt động

### USSBangust

#### 1944
Sau khi hoàn tất việc trang bị, Bangust khởi hành vào ngày 21 tháng 11, 1943 để chạy thử máy huấn luyện tại khu vực San Diego, California. Nó quay trở lại xưởng tàu tại San Pedro, California vào ngày 18 tháng 12 để sửa chữa sau chạy thử máy, rồi đi đến San Francisco, California để trình diện phục vụ cùng Tư lệnh Tiền phương biển phía Tây vào ngày 9 tháng 1, 1944. Nó cùng với tàu khu trục hộ tống Reynolds (DE-42) lên đường vào ngày 13 tháng 1 để hướng sang vùng biển Hawaii, đi đến Trân Châu Cảng vào ngày 19 tháng 1.
Sau khi được đặt làm soái hạm của Đội hộ tống 32, Bangust rời Trân Châu Cảng vào ngày 25 tháng 1 cho chuyến hộ tống vận tải đầu tiên, cùng với tàu kho chứa Pastores (AF-16), tàu sửa chữa Ajax (AR-6) và tàu khu trục Wadleigh (DD-689) hướng sang khu vực quần đảo Ellice. Đơn vị được giải tán sau khi đi đến Funafuti vào ngày 2 tháng 2, và Bangust tiếp tục hành trình đi sang khu vực quần đảo Gilbert, đi đến Makin vào ngày 5 tháng 2 rồi chuyển đến Tarawa vào ngày hôm sau.
Cùng với tàu khu trục hộ tống Greiner (DE-37), Bangust lên đường vào ngày 8 tháng 2 để gặp gỡ tàu tiếp dầu Caliente (AO-53) và ba tàu buôn khác, rồi hộ tống chúng trong hành trình đi sang Majuro thuộc quần đảo Marshall. Tuy nhiên vào ngày 10 tháng 2, Bangust và Greiner được lệnh tách ra để quay trở lại Tarawa, rồi lại lên đường vào ngày 18 tháng 2 với nhân sự thuộc Liên đội Tiêm kích Bay đêm Thủy quân Lục chiến VMF(N)-532 trên tàu. Nó gặp gỡ tàu khu trục hộ tống Fleming (DE-32) và tàu chở hàng Anacapa (AG-49) trên đường đi để cùng hướng đến Kwajalein thuộc quần đảo Marshall. Lực lượng đi đến đảo san hô Roi-Namur thuộc Kwajalein vào ngày 21 tháng 2, và hai chiếc tàu khu trục hộ tống quay trở về Tarawa vào ngày 24 tháng 2.
Được điều sang Đội đặc nhiệm 57.7 để làm nhiệm vụ tuần tra và hộ tống vận tải tại chỗ từ ngày 1 tháng 3, Bangust hoạt động tại khu vực phụ cận cảng Tarawa cho đến ngày 7 tháng 3. Từ ngày 8 đến ngày 18 tháng 3, nó đảm nhiệm vai trò soái hạm của Sĩ quan Cao cấp trên biển tại Tarawa trong khi thả neo tại đảo san hô này. Con tàu gia nhập cùng tàu khu trục hộ tống Eisele (DE-75) vào ngày 19 tháng 3 để hộ tống cho chiếc USS LST-29 đi sang vũng biển đảo san hô Apamama. Đến ngày 21 tháng 3, Bangust cùng với Eisele lên đường hộ tống cho các chiếc Kenmore (AK-221), De Grasse (AK-223) và LST-29 quay trở về Trân Châu Cảng. Tuy nhiên, con tàu được lệnh tách ra để hướng đến Majuro, và sau khi đến nơi vào sáng ngày 24 tháng 3, nó phục vụ tuần tra chống tàu ngầm cùng Hải đội Dịch vụ 10. Nó hoạt động tại khu vực Majuro cho đến ngày 27 tháng 3.
Hai ngày sau đó, Bangust hộ tống một đội tàu tiếp dầu đi đến một điểm hẹn tiếp nhiên liệu cho các tàu sân bay thuộc Lực lượng Đặc nhiệm 58 tham gia Chiến dịch Desecrate One, hoạt động không kích xuống các căn cứ Nhật Bản tại Palau nhằm hỗ trợ cho việc đổ bộ lên Hollandia, New Guinea. Sau khi hoàn thành nhiệm vụ, nó quay trở về Majuro vào ngày 5 tháng 4, rồi lên đường vào ngày 10 tháng 4 hộ tống cho chiếc tàu tiếp dầu Kaskaskia (AO-27) rời vùng biển Marshall. Quay trở lại Majuro vào ngày 14 tháng 4, nó tiếp tục nhiệm vụ hộ tống vận tải tại chỗ giữa Majuro và Kwajalein: đưa USS LST-119 đi đến Kwajalein trong các ngày 18 và 19 tháng 4, hộ tống Capable (AM-155) và USS ATR-44 đi Majuro từ ngày 21 đến ngày 23 tháng 4, và gặp gỡ để bảo vệ cho tàu ngầm Grouper (SS-214) quay trở về cảng Majuro trong các ngày 26 và 27 tháng 4.
Sau khi phục vụ trong vai trò tàu tuần tra lối ra vào cảng trong các ngày 29 và 30 tháng 4, Bangust cùng các tàu chị em Waterman (DE-740) và Weaver (DE-741) ra khơi vào ngày 3 tháng 5 để được tiếp nhiên liệu từ Đội đặc nhiệm 50.17. Nó sau đó hộ tống cho tàu tiếp dầu Lackawanna (AO-40) rời cảng từ ngày 4 đến ngày 6 tháng 5, rồi quay trở lại Kwajalein vào ngày 8 tháng 5. Đi đến Majuro vào ngày 10 tháng 5, nó ở lại đêy cho đến khi khởi hành vào ngày 16 tháng 5 để hướng về quần đảo Hawaii. Đi đến Trân Châu Cảng vào ngày 22 tháng 5, con tàu đi vào Xưởng hải quân Trân Châu Cảng để được sửa chữa và tái trang bị cho đến ngày 3 tháng 6. Những thay đổi cho con tàu bao gồm các hệ thống sonar và radar SL, đồng thời sửa chữa nồi hơi phụ trợ.
Lên đường vào ngày 4 tháng 6, Bangust di chuyển độc lập để hướng sang quần đảo Marshall. Lúc 23 giờ 25 phút ngày 10 tháng 6, tại một vị trí cách điểm đến Roi của nó khoảng 60 mi (97 km), radar của con tàu bắt được một vật thể trên mặt biển. Do không có bất kỳ báo cáo nào về hoạt động của tàu ngầm Nhật Bản hay Đồng Minh tại khu vực, nó liêu tục theo dõi mục tiêu nghi ngờ cho đến 23 giờ 45 phút, khi trinh sát viên trên tàu trông thấy một tàu lạ ló ra sau cơn mưa giông, ở phía mạn phải mũi tàu. Tầm nhìn kém khiến cho việc xác định tung tích con tàu rất khó khăn, nhưng khi quãng cách được rút ngắn xuống còn 300 yd (270 m), các trinh sát viên nhận định con tàu lạ có thể là một tàu mặt nước nhỏ hay một tàu ngầm.
Đến 23 giờ 48 phút, mục tiêu biến mất khỏi màn hình radar của Bangust; nó tiếp tục tiến về phía mục tiêu và bắn một loạt pháo sáng để chiếu sáng khu vực, nhưng không tìm thấy gì. Sau khi truy vấn dưới nước mà không được trả lời, con tàu bắn ra bốn loạt súng cối chống tàu ngầm Hedgehog, loạt cuối cùng đã kích hoạt một loạt sáu vụ nổ nhỏ dưới nước. Sau đó là một vụ nổ ngầm lớn dưới nước làm rung chuyển con tàu hộ tống, đến mức thủy thủ đoàn nghi ngờ tàu mình đã trúng ngư lôi đối phương hay vô tình kích hoạt phóng mìn sâu của chính mình. Tuy nhiên kết quả kiểm tra cho thấy chỉ có phòng máy phía trước chịu đựng một vết rò nhỏ. Lúc này sonar con tàu ghi nhận thêm hai vụ nổ yếu dưới nước kèm theo những âm thanh rít và ùng ục. Tại địa điểm tấn công sau cùng, ngửi thấy nồng nặc mùi dầu diesel.
Bangust tiếp tục điều tra và truy tìm tại khu vực cho đến 17 giờ 00 ngày 11 tháng 6. Tàu hộ tống khu trục Greiner (DE-37), cùng với các tàu quét mìn YMS-282, YMS-203 và tàu săn ngầm SC-1364 đã đi đến hiện trường để thay phiên trong việc tìm-diệt tàu ngầm, để Bangust có thể tiếp tục hành trình đi Roi Namur, đến nơi vào cuối ngày hôm đó. Truy cứu những tài liệu lưu trữ của Hải quân Nhật sau chiến tranh cho thấy Bangust có thể đã đánh chìm chiếc tàu ngầm RO-111.
Sau khi phục vụ trong vai trò tàu tuần tra lối ra vào cảng ngoài khơi Roi, đến ngày 13 tháng 6, Bangust cùng với Weaver và tàu khu trục Capps (DD-550) hộ tống một đoàn tàu vận tải đi sang Eniwetok. Đến nơi vào ngày 15 tháng 6, nó được tiếp nhiên liệu trước khi gia nhập trở lại đoàn tàu vận tải để tiếp tục hướng đến quần đảo Mariana. Đi đến khu vực tiếp nhiên liệu được bố trí tại vùng biển về phía Đông Saipan, nó bảo vệ cho các tàu tiếp dầu trong khi chúng tiếp nhiên liệu cho hạm đội, cho đến ngày 20 tháng 6. Nó tách ra để hộ tống ba tàu tiếp dầu quay trở lại Eniwetok, đến nơi vào ngày 24 tháng 6. Chiếc tàu hộ tống khu trục ở lại đây cho đến ngày 29 tháng 6, khi nó quay lại vai trò tàu tuần tra lối ra vào cảng tại Eniwetok.
Sau khi thả neo tại Eniwetok từ ngày 30 tháng 6 đến ngày 13 tháng 7, Bangust gia nhập cùng Capps và Weaver để hộ tống cho các tàu tiếp dầu Neosho (AO-48) và Lackawanna rời cảng. Sang ngày tháng 7, nó gia nhập Đội đặc nhiệm 50.17 để hoạt động tại khu vực phụ cận Guam và Saipan, bảo vệ cho các tàu tiếp dầu đang cung ứng hậu cần cho các tàu chiến thuộc Đệ Ngũ hạm đội, lúc này đang hoàn tất việc chiếm đóng Guam. Hoàn tất nhiệm vụ vào ngày 23 tháng 7, Bangust hộ tống các tàu tiếp dầu quay trở lại Eniwetok, đến nơi ba ngày sau đó.
Cùng với tàu hộ tống khu trục Whitman (DE-24) quay trở lại khu vực Mariana, Bangust gia nhập Đội đặc nhiệm 50.17 tại khu vực tiếp nhiên liệu ngoài khơi Saipan vào ngày 2 tháng 8. Sang ngày 3 tháng 8, sau khi dò được tín hiệu sonar một tàu ngầm lạ, nó tách khỏi nhiệm vụ hộ tống các tàu tiếp liệu để truy tìm tàu ngầm đối phương. Tuy nhiên một loạt năm quả mìn sâu mà con tàu tung ra không đem lại kết quả, nên nó gia nhập trở lại cùng các tàu tiếp liệu. Đến ngày 11 tháng 8, Bangust cùng với tàu khu trục John D. Henley (DD-553) và tàu hộ tống khu trục Fair (DE-35) được cho tách ra để đi đến Saipan. Tại đây con tàu đảm nhiệm tuần tra gần bờ cho đến ngày 12 tháng 8, và sau khi được thay phiên, nó làm nhiệm vụ hộ tống vận tải một thời gian ngắn cùng Đội hộ tống 65, rồi cùng tàu hộ tống khu trục Acree (DE-167) quay trở lại Saipan.
Từ ngày 16 đến ngày 19 tháng 8, Bangust hộ tống một đoàn tàu vận tải đi Eniwetok, rồi được bảo trì tại đây từ ngày 20 đến ngày 25 tháng 8; trong giai đoạn này Tư lệnh Đội hộ tống 32 chuyển cờ hiệu của ông từ Bangust sang chiếc Waterman vào ngày 23 tháng 8. Lên đường vào ngày 26 tháng 8, nó hộ tống một đoàn tàu vận tải đi sang đảo Manus, đến nơi vào ngày 31 tháng 8. Con tàu được tiếp liệu tại đây cũng như được sửa chữa từ ngày 1 đến ngày 9 tháng 9. Sau một chuyến hộ tống các tàu tiếp dầu, nó lên đường đi Seeadler Harbor, đến nơi vào ngày 15 tháng 9, đúng vào ngày Nhật Bản chấp nhận đầu hàng vào ngày 15 tháng 8 giúp kết thúc cuộc xung đột.
Lên đường ba ngày sau đó, Bangust hộ tống ba đơn vị đặc nhiệm, bao gồm các tàu tiếp dầu, để đi đến điểm hẹn tiếp nhiên liệu cho những tàu chiến thuộc Đệ Tam hạm đội, và gặp gỡ Đội đặc nhiệm 38.3 vào ngày 26 tháng 9. Sau đó nó được điều sang Đội đặc nhiệm 30.8 và hộ tống một đơn vị đặc nhiệm quay trở lại quần đảo Admiralty, đi đến Manus vào ngày 1 tháng 10. Con tàu sửa chữa những hư hại trong chuyến đi cho đến ngày 9 tháng 10, rồi lên đường vào ngày 10 tháng 10 để hộ tống cho tàu tiếp dầu Mascoma (AO-83) đi Kossol Passage. Đến nơi vào ngày 13 tháng 10, con tàu thả neo tại đây cho đến ngày 18 tháng 10, khi nó cùng tàu tiếp dầu Niobrara (AO-72) lên đường hướng sang Admiralty. Đi đến Manus vào ngày 21 tháng 10, nó lại cùng tàu hộ tống khu trục Swearer (DE-186) lên đường vào ngày 25 tháng 10, hộ tống một đơn vị đặc nhiệm đi sang khu vực Tây quần đảo Caroline.
Sau khi đi đến Ulithi vào ngày 28 tháng 10, nó ở lại cảng này để tuần tra bảo vệ ngoài khơi cho đến ngày 12 tháng 11, khi nó lên đường hộ tống một đội tiếp liệu đi đến điểm hẹn tiếp nhiên liệu cho hạm đội. Nó chuyển sang nhiệm vụ canh phòng máy bay cho tàu sân bay hộ tống Nehenta Bay (CVE-74), rồi sau đó hoạt động hộ tống vận tải cho đến ngày 22 tháng 11, khi nó được lệnh đi đến Ulithi. Đến nơi vào ngày 24 tháng 11, con tàu lại đảm nhiệm vai trò soái hạm cho Đội hộ tống 32 từ ngày 28 tháng 11, và cùng Đội đặc nhiệm 30.8 lên đường vào ngày 10 tháng 12, nhưng buộc quay trở lại Ulithi ngay hôm đó để sửa chữa vòm sonar.
Từ ngày 12 tháng 12, Bangust bắt đầu một lượt phục vụ hộ tống cho đội tiếp liệu của Đệ Tam hạm đội. Trong các ngày 18 và 19 tháng 12, cơn bão Cobra bất ngờ quét ngang qua khu vực tiếp nhiên liệu của hạm đội, gây hư hại cho nhiều phương tiện và khiến ba tàu khu trục bị đắm. Trong khi chịu đựng cơn bão vào đêm 18 tháng 12, Bangust đã thường trực bên cạnh tàu khu trục Aylwin (DD-355), và sau đó tham gia vào việc tìm kiếm số người sống sót từ các tàu khu trục bị bão nhấn chìm: Monaghan (DD-354), Spence (DD-512) và Hull (DD-350); việc tìm kiếm kết thúc vào ngày 23 tháng 12, và chiếc tàu khu trục quay trở lại Ulithi vào ngày 25 tháng 12. Tư lệnh Đội hộ tống 32 chuyển cờ hiệu của mình sang chiếc Kyne (DE-744) hai ngày sau đó.

#### 1945
Rời Ulithi vào ngày 3 tháng 1, 1945, Bangust hộ tống cho một đội tiếp nhiên liệu, nhưng phải hộ tống cho tàu tiếp dầu Chikaskia (AO-54) quay trở lại Ulithi để sửa chữa vào ngày hôm sau. Lại lên đường vào ngày 7 tháng 1, nó đi đến vịnh Leyte vào ngày 14 tháng 1 và tiến vào biển Sulu một ngày sau đó, tái gia nhập Đội đặc nhiệm 30.8 trong biển Đông vào ngày 16 tháng 1. Con tàu quay trở lại Ulithi ngang qua vịnh Leyte, đến nơi vào ngày 18 tháng 1, rồi từ đây hộ tống cho tàu tiếp dầu Neches (AO-47) đi sang vịnh San Pedro, Leyte. Cùng với Neches, nó lên đường đi đến một điểm hẹn tiếp nhiên liệu vào ngày 21 tháng 1, gặp gỡ các tàu tiếp dầu và tàu hộ tống khác trên đường đi, rồi cùng với các tàu tiếp dầu Tomahawk (AO-88), Merrimack (AO-37) và Crowley (DE-303) được cho tách ra để hướng đến khu vực Tây quần đảo Coroline và thả neo tại Ulithi vào ngày 25 tháng 1. Bốn ngày sau đó, nó trở thành soái hạm của Đội hộ tống 32.
Sau khi được sửa chữa, Bangust lên đường vào ngày 8 tháng 2 cùng với Đội đặc nhiệm 50.8, một đội tiếp nhiên liệu vốn đã tiếp liệu cho các đội đặc nhiệm tàu sân bay nhanh 58.1, 58.4 và 58.5 vào ngày 19 tháng 2, và các đội 58.2 và 58.3 vào ngày 20 tháng 2. Tách khỏi Đội đặc nhiệm 50.8 vào ngày hôm sau, nó hộ tống một đơn vị đặc nhiệm quay trở lại khu vực Tây quần đảo Coroline, về đến Ulithi vào ngày 23 tháng 2. Nó lập tức hộ tống một đơn vị đặc nhiệm khác để gia nhập trở lại cùng Đội đặc nhiệm 50.8 vào ngày 26 tháng 2, và cuối cùng về đến Ulithi vào ngày 5 tháng 3.
Trở ra tuyến đầu vào ngày 25 tháng 3, Bangust hộ tống các tàu tiếp dầu đi đến một điểm hẹn tiếp nhiên liệu cho Lực lượng Đặc nhiệm 58, rồi tuần tra chung quanh khu vực tiếp nhiên liệu cho đến ngày 5 tháng 4. Về đến Ulithi vào ngày 9 tháng 4, nó được sửa chữa cho đến ngày 16 tháng 4, rồi tiếp nối nhiệm vụ hộ tống đội tiếp liệu phục vụ cho các hoạt động tác chiến ngoài khơi Okinawa. Nó gia nhập Đội đặc nhiệm 50.8 vào ngày 19 tháng 4, và hoạt động tuần tra chống tàu ngầm cũng như phục vụ canh phòng máy bay cho tàu sân bay khi cần thiết. Được cho tách ra vào ngày 7 tháng 5, con tàu lên đường đi Guam, đi đến Apra Harbor vào ngày 10 tháng 5.
Khởi hành vào ngày 20 tháng 5, Bangust gia nhập Đội đặc nhiệm 50.8, sẽ được đổi tên thành Đội đặc nhiệm 30.8, vào ngày 24 tháng 5. Nó tiếp tục vai trò hộ tống cho đội tiếp nhiên liệu cho đến ngày 7 tháng 6, khi nó tách ra để hướng đến Guam, đi đến Apra Harbor vào ngày 10 tháng 6. Con tàu được sửa chữa nhỏ và bảo trì, tiếp đạn dược và tiếp liệu trong khi thủy thủ đoàn được nghỉ ngơi. Nó lên đường đi Saipan vào ngày 23 tháng 6 và ở lại đây cho đến ngày 3 tháng 7.
Lên đường vào ngày 4 tháng 7, Bangust cùng các tàu hộ tống Reynolds (DE-42), McClelland (DE-750) và Thorn (DD-647) tháp tùng để bảo vệ các tàu sân bay hộ tống Admiralty Islands (CVE-99), Hollandia (CVE-97), Thetis Bay (CVE-90) và Roi (CVE-103) đi đến gặp gỡ Đội đặc nhiệm 30.8. Đơn vị được giao nhiệm vụ tiếp liệu cho Lực lượng Đặc nhiệm 38 đang tiến hành không kích vùng ngoại vi Tokyo cùng các khu vực ở phía Bắc Nhật Bản. Gặp gỡ lực lượng đặc nhiệm tàu sân bay nhanh vào ngày 5 tháng 7, nó bảo vệ cho việc tiếp nhiên liệu cho đến ngày 18 tháng 7, khi họ tách ra để quay trở về Ulithi, đến nơi vào ngày 23 tháng 7. Khởi hành hai ngày sau đó, con tàu tuần tra chống tàu ngầm ở lối ra vào vũng biển Ulithi trước khi gia nhập trở lại cùng Đội đặc nhiệm 30.8 vào ngày 29 tháng 7.
Khi Nhật Bản chấp nhận đầu hàng vào ngày 15 tháng 8, giúp chấm dứt vĩnh viễn cuộc xung đột, vẫn đang tiếp tục phục vụ cùng Đội đặc nhiệm 30.8. Vào ngày 27 tháng 8, cùng với tàu khu trục Murray (DD-576) và được bốn máy bay hỗ trợ trên không, nó đi đến một điểm hẹn gặp gỡ ngoài khơi và cho đổ bộ một thủy thủ đoàn khung sang tiếp quản chiếc tàu ngầm I-14 đã đầu hàng. Sau khi đưa I-14 về vịnh Sagami vào ngày hôm sau, nó cặp bên mạn tàu tiếp liệu khu trục Proteus (AS-19) để áp giải những thủy thủ Nhật Bản lên bờ. Nó được chiếc tàu tiếp dầu Mascoma (AO-83) tiếp nhiên liệu vào ngày 30 tháng 8, rồi lên đường đi sang vịnh Tokyo vào ngày hôm sau. Tuy nhiên nó khởi hành đi Saipan ngay vào ngày 1 tháng 9, đến nơi bốn ngày sau đó. Nó khởi hành vào ngày 7 tháng 9, cùng với Kyne hộ tống bốn tàu buôn hướng sang Nhật Bản, đi đến Tokyo vào ngày 13 tháng 9; con tàu chuyển đến Yokosuka vào ngày hôm sau.
Cùng các tàu chiến trong đội, Bangust lên đường vào ngày 2 tháng 10 để quay trở về Hoa Kỳ, ghé qua Trân Châu Cảng từ ngày 10 đến ngày 13 tháng 10 trước khi về đến San Pedro, California vào ngày 20 tháng 10. Trình diện để phục vụ cùng Tư lệnh Tiền phương biển bờ Tây, con tàu được bảo trì trong hai tuần, rồi lên đường băng qua kênh đào Panama vào ngày 16 tháng 11 để chuyển sang vùng bờ Đông, đi đến Xưởng hải quân Philadelphia vào ngày 22 tháng 11.

#### 1946 - 1947
Sau khi được đại tu, Bangust được cho xuất biên chế tại vào ngày 14 tháng 6, 1946. Nằm trong danh được trì hoãm loại bỏ, nó được chiếc tàu kéo Challenge (ATA-201) kéo đến Xưởng hải quân Charleston vào các ngày 17 và 18 tháng 6, 1947, ở lại đây cho đến ngày 13 tháng 8, khi được chiếc tàu kéo Tunica (ATA-178) kéo trở lại Mayport, Florida. Sau khi được chuyển cho Peru, tên nó được cho rút khỏi danh sách Đăng bạ Hải quân Hoa Kỳ vào ngày 18 tháng 4, 1952.

### BAPCastilla(D-61)
Bangust được chuyển cho chính phủ Peru vào ngày 26 tháng 10, 1951 trong khuôn khổ Chương trình Viện trợ Quân sự. Nó phục vụ cùng Hải quân Peru như là chiếc Castilla (D-61) cho đến khi ngừng hoạt động và bị tháo dỡ vào năm 1979.

## Phần thưởng
Bangust được tặng thưởng mười một Ngôi sao Chiến trận do thành tích phục vụ trong Thế Chiến II.
|                           |  |             |
| Silver star · Silver star |  | Bronze star |

| Huân chương Chiến dịch Hoa Kỳ                                            |                                      |                                                             |
| Huân chương Chiến dịch Châu Á-Thái Bình Dương với 10 Ngôi sao Chiến trận | Huân chương Chiến thắng Thế Chiến II | Huân chương Giải phóng Philippine với 1 Ngôi sao Chiến trận |